# Ženje
Ženje je naselje v Občini Krško.